# 황보견수
황보견수(皇甫堅壽)(?~?)는 중국 후한 말의 인물이다. 황보숭의 아들이다.
평소에 동탁과 친형제처럼 지냈다. 이로 인해 동탁이 황보숭을 죽이려 했지만 황보견수가 황보숭을 자신의 아버지라 했으며 이에 황보숭 역시 동탁에게 충성을 맹세하는 조건으로 살아남아, 동탁의 부하가 되었다.